# Anomalie (album)
Pour les articles homonymes, voir Anomalie.
Albums de Louise Attaque
Du monde tout autour
(2011) Planète Terre
(2022)
Singles
1. Anomalie
Sortie : octobre 2015
2. Du grand banditisme
Sortie : décembre 2015
3. Avec le temps
Sortie : février 2016

Anomalie est le quatrième album studio du groupe français de rock Louise Attaque sorti le 12 février 2016 sur le label Riviera chez Barclay.

## Historique
Cet album est le premier publié par le groupe Louise Attaque après plus de dix ans de pause et sa reconstitution autour de trois membres fondateurs – Gaëtan Roussel, Arnaud Samuel et Robin Feix –, le batteur Alexandre Margraff ne faisant pas partie du projet,. Annoncé durant l'été 2015, sorti en février 2016, l'album est suivi d'une tournée en France à partir du mois de mars.
La réalisation graphique de la pochette de l'album (ainsi que certains pochoirs du clip Du grand banditisme) est de Jef Aérosol. Cet album est disponible en version « deluxe » le 18 novembre 2016, avec dix-huit titres enregistrés en concert à La Cigale, constituant le second CD.
Anomalie est élu « album rock de l'année » aux Victoires de la musique 2017.

## Liste des titres de l'album
| 1.  | Anomalie                   | 3:09 |
| 2.  | La Chute                   | 3:09 |
| 3.  | Chaque jour reste le nôtre | 3:27 |
| 4.  | À l'intérieur              | 3:31 |
| 5.  | Avec le temps              | 3:28 |
| 6.  | L'Insouciance              | 5:17 |
| 7.  | Il n'y avait que toi       | 3:32 |
| 8.  | Les Pétales                | 3:21 |
| 9.  | Du grand banditisme        | 2:58 |
| 10. | Un peu de patience         | 2:42 |

| 1. | Sous contrôle | 3:20 |

| 1.  | Ton invitation                  | 4:54 |
| 2.  | Avec le temps                   | 3:36 |
| 3.  | Anomalie                        | 3:58 |
| 4.  | Si l'on marchait jusqu'à demain | 3:35 |
| 5.  | Il n'y avait que toi            | 4:23 |
| 6.  | L'insouciance                   | 8:12 |
| 7.  | Léa                             | 3:13 |
| 8.  | La Plume                        | 5:00 |
| 9.  | Du grand banditisme             | 3:24 |
| 10. | La Chute                        | 4:22 |
| 11. | Tu dis rien                     | 3:01 |
| 12. | Qu'est ce qui nous tente        | 3:49 |
| 13. | Savoir                          | 2:42 |
| 14. | Amours                          | 2:16 |
| 15. | Les Nuits parisiennes           | 2:34 |
| 16. | J't'emmène au vent              | 4:12 |
| 17. | Si c'était hier                 | 4:43 |
| 18. | Chaque jour reste le nôtre      | 8:20 |

## Musiciens
- Gaëtan Roussel : chant, guitare et claviers
- Arnaud Samuel : violon, guitare et claviers
- Robin Feix : basse et claviers

En concert ou sur certains titres, les musiciens additionnels sont :
- Vincent Taeger : batterie
- Clarisse Fieurguant : chœurs (sur Les Pétales)
- Nicolas Musset : batterie (pendant la tournée)
- Johan Dalgaard : claviers, percussions, guitare, chœurs (pendant la tournée)

## Classements
| Classement                   | Meilleure position |
| ---------------------------- | ------------------ |
| Belgique (Wallonie Ultratop) | 4                  |
| France (SNEP)                | 3                  |
| Suisse (Schweizer Hitparade) | 8                  |

## Certification
| Région | Certification | Ventes/Streams |
| --- | ------------- | -------------- |
| France (SNEP) | Or            | 50 000‡        |
| *Ventes selon la certification ^Mise en rayon selon la certification xNon précisé par la certification ‡ventes/streaming selon la certification |               |                |